# Dichaetomyia japonica
Dichaetomyia japonica este o specie de muște din genul Dichaetomyia, familia Muscidae, descrisă de Hori și Hiromu Kurahashi în anul 1967. Conform Catalogue of Life specia Dichaetomyia japonica nu are subspecii cunoscute.